# Dinesh Dhamija
Dinesh Dhamija (Canberra, 28 marzo 1950) è un politico e imprenditore britannico, membro del Parlamento europeo per la regione di Londra con i Liberal Democratici. È stato eletto al Parlamento europeo alle elezioni del 2019 e ha ricoperto il ruolo fino al ritiro del Regno Unito dall'UE.

## Biografia
È nato in Australia come figlio di un diplomatico. Ha studiato alla King's School di Canterbury e al Fitzwilliam College come parte dell'Università di Cambridge, dove negli anni '70 ha conseguito un master in giurisprudenza. Inizialmente, ha lavorato presso IBM, ma presto ha iniziato a gestire la propria attività. Nel 1980, lui e sua moglie aprirono un punto vendita di biglietti presso la stazione della metropolitana di Earl's Court. Ha gradualmente ampliato la sua attività, nel 1999 ha creato Ebookers, un'agenzia di viaggi online, presto quotata alla Borsa di Londra e al NASDAQ. Dinesh Dhamija è stato insignito del titolo di "Imprenditore dell'anno 2003" dalla rivista "Management Today". Nel 2004, ha concluso un accordo di vendita di Ebookers per 209 milioni di sterline. Ha anche fondato una società che opera come sviluppatore di costruzioni in Romania e un'impresa che si occupa di infrastrutture educative in India. È inoltre un attivista dell'organizzazione economica globale TiE, nonché il creatore delle organizzazioni di beneficenza Shiksha e Chikitsa che operano in India.
Si unì ai Liberal Democratici, divenne consigliere economico di Tim Farron e vice tesoriere del partito. Alle elezioni europee del 2019, è stato eletto deputato della IX legislatura.